# Kolonia Praussa
Kolonia Praussa, także osiedle Posłów i Senatorów PPS – osiedle na warszawskim Grochowie znajdujące się w kwartale ulic: Szaserów, Chłopickiego, Boremlowskiej i Żółkiewskiego. Wewnętrzne ulice znajdujące się na terenie kolonii to Byczyńska, Płowce i Lubieszowska.
W 2018 układ urbanistyczny i zespół budowlany kolonii został wpisany do rejestru zabytków.

## Historia
W 1923 r. powstała Spółdzielnia Mieszkaniowa „Domy Spółdzielcze”, która dwa lata później zakupiła od Jana Łaskiego tereny pod budowę kolonii. 

### Spółdzielnia Mieszkaniowa „Domy Spółdzielcze”
4 maja 1923 Spółdzielnia została wpisana do rejestru Spółdzielni w Wydziale IV Rejestru Handlowego Warszawskiego Sądu Okręgowego pod numerem 337 dn. 4 V 1923. Spółdzielnia należała do Związku Spożywców Rzeczypospolitej Polskiej w Warszawie. W marcu 1929 r. spółdzielnię kontrolował lustrator Rz. P. p. A. Ciska. Organem do ustawowych ogłoszeń było pismo „Robotnik” oraz „Społem”.

#### Skład zarządu[2][3]
- prezes i kierownik techniczny inż. Konstanty Haller
- skarbniczka Maria Jankowska
- dyrektor Tadeusz Kudelski
- poseł Marian Malinowski
- inż. Maciej Radziukinas

Udziałowcami spółdzielni byli głównie działacze Polskiej Partii Socjalistycznej.

### Budowa kolonii

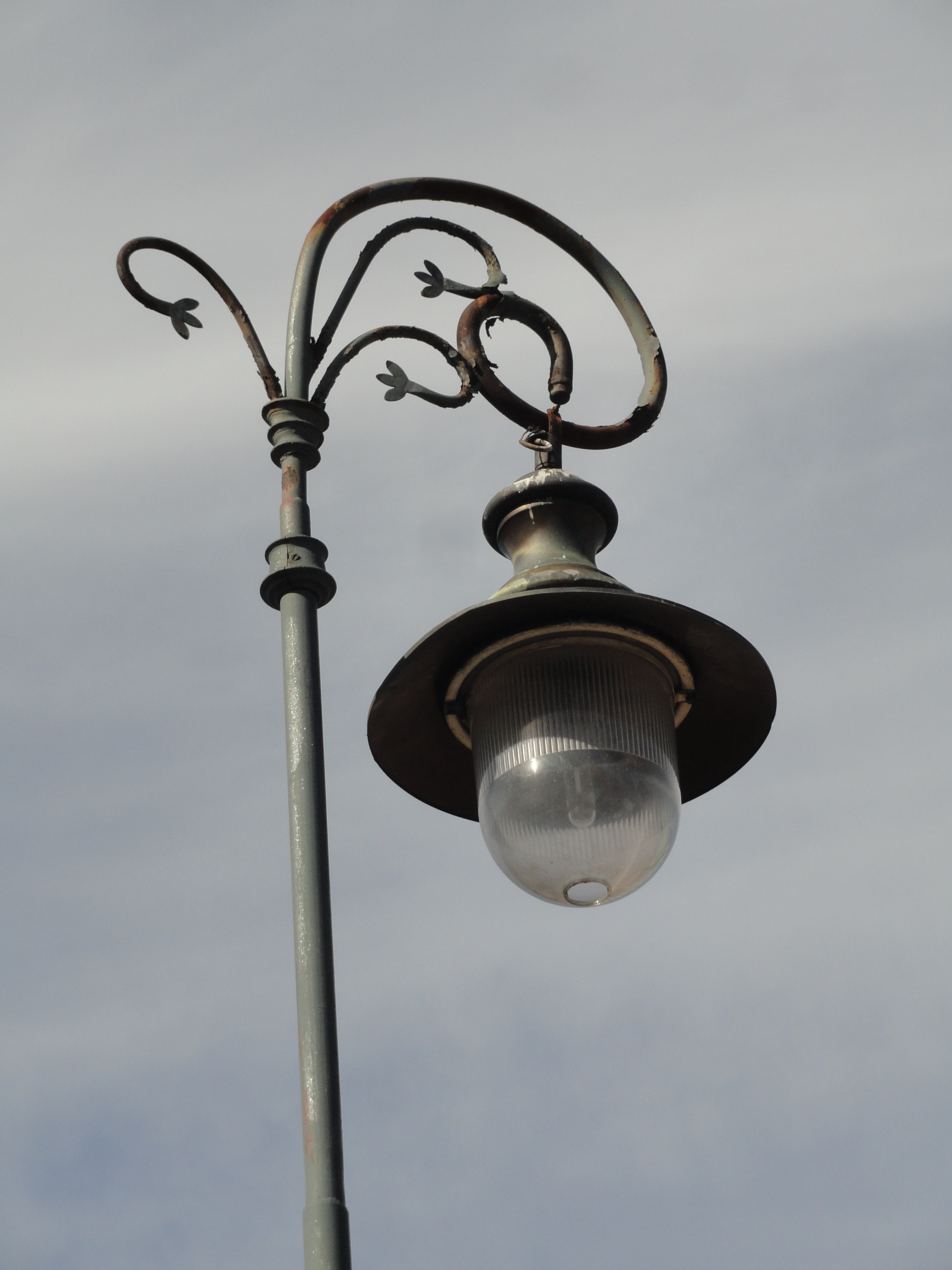
Latarnia typu pastorał

Witoldowi Matuszewskiemu powierzono zadanie zaprojektowania domów. Planowane było wybudowanie trzech typów domów: pojedyncze, bliźniacze oraz czteromieszkaniowe. Finalnie odrzucono ostatni projekt. Domki miały być w stylu dworkowym oraz otoczone ogrodami. Budowa rozpoczęła się w październiku 1925 roku a zakończyła się w listopadzie 1927. Do 1928 roku trwały prace wykończeniowe. Wybudowano łącznie 28 domów: 10 pojedynczych i 18 w zabudowie bliźniaczej. W 1929 r. Spółka Wodna Obwodu Warszawskiego odwodniła tereny Kolonii, ponieważ zauważono wilgoć w piwnicach. Przed 1939 ulice leżące na terenie Kolonii zostały wybrukowane kocimi łbami oraz zostały obsadzone drzewa. Postawiono latarnie typu pastorały. Obecnie ulice pokryte są asfaltem.
Nazwa kolonii pochodzi od nazwiska Ksawerego Franciszka Praussa, ministra wyznań religijnych i oświecenia publicznego, działacza PPS.

### II wojna światowa
Dach oraz weranda domu przy ulicy Płowce 1 została uszkodzona przez bombę, która wybuchła w pobliżu. Reszta budynków nie była zniszczona. Po wojnie Kolonia została skomunalizowana. Obecnie większość domów należy do właścicieli prywatnych.

## Budynki
Każdy z budynków posiadał instalację gazową, elektryczną i telefoniczną. Przy każdym domu zainstalowano szambo. Obecnie Kolonia została przyłączona do sieci wodociągowej. Domy były ogrzewane piecami kaflowymi.
| Symbol typu | Model | Zdjęcie | Opis                                                                    | Adresy |
| ----------- | ----- | ------- | ----------------------------------------------------------------------- | --- |
| A           |       |         |                                                                         | - ul. Byczyńska 1 - ul. Byczyńska 6 - ul. Byczyńska 7 - ul. Chłopickiego 14 - ul. Lubieszowska 5 - ul. Płowce 1 - ul. Płowce 7 - ul. Płowce 8                                           |
| B           |       |         | Obrócony typ A – usytuowany szczytem do ulicy                           | - ul. Lubieszowska 6 - ul. Lubieszowska 8 |
| 2A          |       |         | Dwa budynki typu A                                                      | - ul. Żółkiewskiego 31 i 33 |
| 2B          |       |         | Dwa budynki typu B. Posiadają one lustrzane odbicie układu pomieszczeń. | - ul. Byczyńska 3 i 5 - ul. Byczyńska 2 i 4 - ul. Byczyńska 8 i 10 - ul. Chłopickiego 10 i 12 - ul. Chłopickiego 16 i 18 - ul. Lubieszowska 7 i 9 - ul. Płowce 3 i 5 - ul. Płowce 4 i 6 |

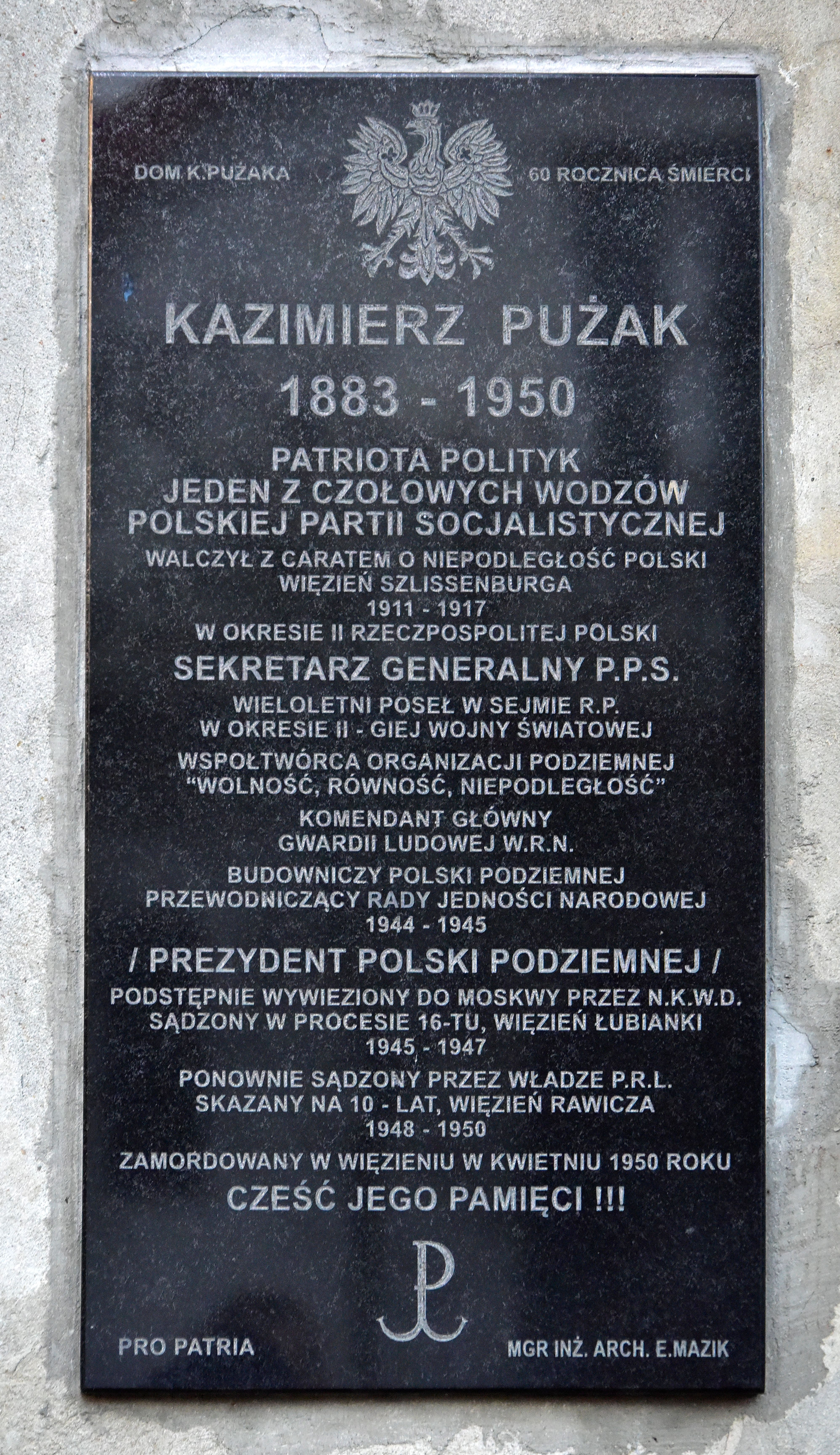
Tablica upamiętniająca Kazimierza Pużaka ul. Byczyńska 1

Przy ulicy Byczyńskiej 1 mieszkał Kazimierz Pużak. 26 sierpnia 2009 roku odsłonięto tablicę znajdującą się po lewej stronie wejścia do jego domu.
W domu pod adresem Chłopickiego 14 mieszkał, wraz z żoną Felicją oraz córkami Marią i Ireną, Stanisław Siedlecki. W 85 rocznicę jego śmierci, 14 czerwca 2024 roku odsłonięto tablicę pamiątkową znajdującą się po prawej stronie wejścia do budynku.